# Omroepwet
De Omroepwet is een Nederlandse wet uit de jaren 60 die het Nederlandse publieke omroepbestel toegankelijker maakte voor nieuwe omroepenorganisaties. Het introduceerde de omroepstatus die omroeporganisaties toegekend kregen naargelang hun ledental. Daarnaast maakte de wet het mogelijk om te adverteren via de kanalen van het publieke omroepbestel.
De wet vindt zijn oorsprong in de nota-Vrolijk van het kabinet-Cals dat op 28 mei 1965 gepresenteerd werd. De nota onderzocht hoe regels opgesteld konden worden voor de toetreding van nieuwe omroeporganisaties tot het bestel, terwijl de positie van de bestaande omroepen gehandhaafd kon worden. De ideeën die zijn neergeschreven in de nota leidden tot het overgangsbestel van 1965. De verdeling van zendtijd moest vanwege de schaarste volledig worden gereguleerd. Tevens werd het mogelijk om, via de STER, reclame uit te zenden. Eind 1965 trad een bestel in werking waarbij zendtijd werd toegekend aan omroeporganisaties op basis van omroepstatus. De omroepstatus werd toegekend naargelang het ledental. Op een na verkregen alle omroepverenigingen de status van een A-omroep; de VPRO kreeg de C-status.
Voorwaarde per omroepstatus:
- A-status: meer dan 400.000 leden
- B-status: minimaal 250.000 leden
- C-status: minimaal 100.000 leden
- Aspirant-omroep: minimaal 15.000 leden; met het voorwaardelijke behoud van de uitzendlicentie als binnen een bepaalde tijd de C-status werd bereikt.